# Willowbrook (California)
Willowbrook è una località situata nella contea di Los Angeles, in California (Stati Uniti d'America). Secondo il censimento del 2000 la città aveva una popolazione di 34.138 abitanti. Si tratta di un census-designated place, ossia un luogo identificato dall'agenzia nazionale per il Censimento per fini statistici, ed è situato all'interno di South Los Angeles, zona non governata da municipalità locali.